# Міддлтаун (Іллінойс)
Міддлтаун (англ. Middletown) — селище (англ. village) в США, в окрузі Лоґан штату Іллінойс. Населення — 329 осіб (2020).

## Географія
Міддлтаун розташований за координатами 40°6′3″ пн. ш. 89°35′28″ зх. д. / 40.10083° пн. ш. 89.59111° зх. д. (40.100945, -89.591199).  За даними Бюро перепису населення США в 2010 році селище мало площу 0,62 км², уся площа — суходіл.

## Демографія
Згідно з переписом 2010 року, у селищі мешкали 324 особи в 142 домогосподарствах у складі 89 родин. Густота населення становила 521 особа/км².  Було 175 помешкань (282/км²).
Расовий склад населення:
| - 97,8 % — білих - 0,3 % — чорних або афроамериканців |

До двох чи більше рас належало 1,9 %. Частка іспаномовних становила 0,9 % від усіх жителів.
За віковим діапазоном населення розподілялося таким чином: 19,4 % — особи молодші 18 років, 64,2 % — особи у віці 18—64 років, 16,4 % — особи у віці 65 років та старші. Медіана віку мешканця становила 45,3 року. На 100 осіб жіночої статі у селищі припадало 90,6 чоловіків;  на 100 жінок у віці від 18 років та старших — 87,8 чоловіків також старших 18 років.
Середній дохід на одне домашнє господарство  становив 47 301 долар США (медіана — 43 750), а середній дохід на одну сім'ю — 58 785 доларів (медіана — 56 250). Медіана доходів становила 51 146 доларів для чоловіків та 28 173 долари для жінок. За межею бідності перебувало 12,5 % осіб, у тому числі 20,6 % дітей у віці до 18 років та 11,5 % осіб у віці 65 років та старших.
Цивільне працевлаштоване населення становило 129 осіб. Основні галузі зайнятості: освіта, охорона здоров'я та соціальна допомога — 24,0 %, роздрібна торгівля — 11,6 %, виробництво — 11,6 %.